# Yokuts Valley
Yokuts Valley, dawniej Squaw Valley – jednostka osadnicza w hrabstwie Fresno w Kalifornii (USA). Liczba mieszkańców 2 691.